# لفراس

موقع بلدية لفراس من ولاية ميناس جيرايس ومن البرازيل

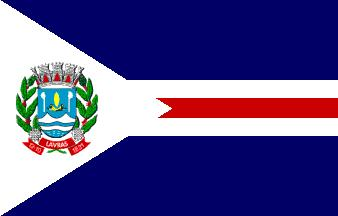
علم بلدية لفراس

لَفْرَاس (Lavras) مدينة وبلدية تقع في جنوب ولاية ميناس جيرايس البرازيلية .

## أعلام
- أليمايو
- بيتون
- أليراندرو
- أوريستيس جونيور ألفيس
- كلاوديو كاسابا